# 백내장

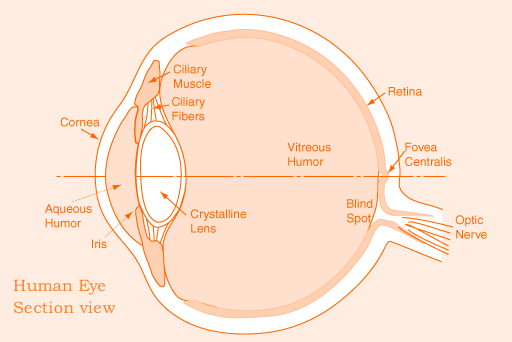
각막의 구조를 보여주는 인체 안구 단면도.

백내장(白內障, 의학: cataract  카타랙트[*])은 안구의 수정체가 혼탁해져서 시력장애를 일으키는 질병이다. 수정체가 혼탁해지는 정도는 다양하며, 이에 따라 눈으로 들어온 빛이 수정체를 제대로 통과하지 못하게 되어 시야가 뿌옇게 보이는 증상이 나타난다. 노인성 백내장의 경우 발병 초기에 수정체의 굴절력이 증가하게 되어 근시가 나타나며, 증상이 더 진행될수록 파란색을 잘 보지 못하게 된다. 백내장은 일반적으로 천천히 진행되며 궁극적으로는 실명에 이를 수 있다. 대개 양쪽 눈에 모두 영향을 주지만, 대부분 한쪽 눈에 먼저 증상이 나타난 후에 다른 쪽에도 발병하게 된다.
백내장은 실명의 가장 흔한 원인이며, 통상적으로 수술로 치료한다. 시력이 손상되는 것은 수정체가 불투명해져 투과한 빛이 눈 뒤쪽의 망막에 상을 맺는 것을 방해하기 때문이다.
백내장은 주로 노화가 원인이 되는데, 다른 원인들도 있다. 백내장은 시간이 경과하면서 황갈색 색소가 수정체에 축적되며, 이것이 수정체섬유의 붕괴와 함께 빛의 투과를 줄여 시각에 문제를 일으킨다.
백내장이 있는 이들은 종종 색깔과 휘도 변화, 운전, 읽기, 얼굴 인식 등에 곤란을 느끼며, 밝은 빛으로 인한 눈부심이 더해진다.

## 징후와 증상
징후와 증상은 상당 부분 겹치긴 하지만 백내장의 유형에 따라 차이가 있다. 핵경화나 갈색백내장에서는 종종 시력 저하가 있다. 후낭하백내장 환자들은 주요 증상으로 눈부심을 호소한다.
다른 질병이 없을 때의 백내장 형성으로 인한 어려움은 시력 검사로 판별된다. 적절한 수술이 필요한지는 특정 기능과 시각에 대한 위험 요소를 고려해야 하는데, 이는 환자에 따라 크게 다를 수 있다.
백내장의 주요 징후 및 증상은 다음과 같다.
- 시력 저하
- 흐릿하게 보이고 눈이 침침함
- 빛에 대한 눈부심 증가
- 물체가 뒤틀려 보이거나 여러 개로 보임
- 백내장이 진행됨에 따라 눈의 동공이 백색 또는 노란색으로 변함

## 원인
백내장의 원인으로는 선천성과 후천성으로 나뉘는데 선천성 백내장의 원인은 대부분 알 수 없으며 후천성 백내장은 노화, 외상, 염증 질환이나 스테로이드 점안 제재를 장기간 사용했을 경우 발생한다.
젊은 나이에도 백내장이 발생하는데 주로 술과 담배, 영양결핍으로 인해 발병할 가능성도 있으며 컴퓨터나 PDP 등 디지털 기기 사용은 눈의 피로를 증가시켜 눈의 노화를 앞당긴다. 백내장을 방치하면 포도막염이나 안구 내 압력이 상승하여 녹내장이 발생할 수 있으며 실명에 이를 수도 있다.

### 나이
나이는 백내장의 가장 흔한 원인이 된다. 수정체의 단백질은 시간이 지남에 따라 변질되고 퇴화되며, 이러한 과정은 당뇨병이나 고혈압과 같은 질병에 의해 가속화된다. 독, 방사선, 자외선을 포함한 환경적인 요인들은 누적효과가 있으며, 안구 내의 유전자발현과 화학 과정의 변화로 방어와 복원 기재가 손상됨에 따라 악화된다.

### 외상
둔기외상으로 수정체 섬유는 붓고, 두꺼워지며, 희게 된다. 붓기는 시간이 지남에 따라 해결되지만, 하얀 색깔은 남을 수 있다. 심한 둔기외상이나 눈을 관통하는 부상에서는 수정체가 자리잡은 주머니가 손상될 수 있다. 이러한 상처로 다른 부위의 물이 순식간에 수정체로 들어갈 수 있으며, 수정체가 붓고 희어지면 망막에 상이 맺히는 것을 방해받게 된다. 전기적 부상을 겪은 0.7%에서 8.0%는 백내장이 생길 수 있다.

### 방사선
자외선은 백내장을 유발시킴이 입증되었고, 이른 나이부터 선글라스를 사용하면 만년의 발병을 늦출 수 있음을 나타내는 일부 증거도 있다. 초음파 또한 백내장을 유발하는 것으로 밝혀졌다. 기재는 분명하지 않지만, 수정체 내에서 세포 단백질을 보호하는 열민감 효소의 변화가 있었을 수 있다. 또 다른 가능성으로는 안구방수 내에서 유발된 압력파로부터 수정체가 직접적인 손상을 입었을 수 있다.
백내장은 X-선과 같은 이온화 방사선과도 관련이 있다. 수정체 세포들의 추가적인 DNA 손상 또한 고려되어 왔다.
전기와 열에 의한 부상으로도 직접적인 단백질 응고가 발생하여 수정체가 변성되거나 희게 될 수 있다. 이는 투명한 계란 흰자의 알부민이 요리를 하면서 불투명해지는 것과 같은 효과이다. 이러한 유형의 백내장은 유리부는 직공과 용광로 근로자에서 종종 발생된다. 충분한 출력의 레이저 또한 눈과 피부에 손상을 주는 것으로 알려져 있다.

### 유전학
유전 성분은 백내장 발달에 큰 영향을 주는데, 대개의 경우 수정체를 보호하고 유지하는 기제에 의한다. 어린 시절이나 젊은 시절의 백내장은 종종 특별한 증후군에 의한 것일 수 있다. 백내장과 관련된 염색체 이상의 예로는 결손 증후군(1q21.1 deletion syndrome), 묘성 증후군, 다운 증후군, 파타우 증후군, 에드워드 증후군, 터너 증후군 등이 있다. 유전성 질환으로는 알포트 증후군, 선천성 칼슘화 연골 이형성, 근긴장성 이영양증, 로웨 증후군 등이 있다.

### 피부병
피부와 수정체는 발생학적 근원이 같으며, 유사한 질병에 영향을 받을 수 있다. 비늘증은 설상백내장과 수정체핵경화에 관련된 보통염색체열성질환이다. 바닥세포모반과 천포창도 유사한 연관성이 있다.

### 약물의 사용
흡연은 핵경화백내장의 발병 빈도를 두 배로, 후낭하백내장의 발병 빈도를 세 배로 증가시킨다. 알코올의 효과에 대해서는 증거가 상충된다. 일부 연구에서는 관련이 있는 것으로 밝혀졌지만, 보다 긴 기간 동안 환자들을 추적한 다른 연구에서는 그렇지 않았다.

### 약
코르티코스테로이드 등의 일부 약물은 백내장을 초래할 수 있다. 조현병 환자들은 종종 수정체가 불투명해질 위험 부담을 갖는다.(당뇨병, 고혈압, 영양 부족 등) 하지만, 항정신병제제의 약들은 백내장을 유발할 개연성이 낮다. 축동제와 트리파라놀은 백내장의 위험을 증가시킬 수 있다.

### 기타 질병들
| - 대사와 영양에 관련된 질병 - 아미뇨산뇨 또는 로우 증후군 - 당뇨병 - 파브리병 - 갈락토오스혈증 / 갈락토오스혈증백내장 - 호모시스틴뇨증 - 부갑상샘항진증 - 부갑상샘저하증 - 과비타민D증 - 갑상선 기능 저하증 - 저칼슘혈증 - 점액다당질증 - 윌슨병 - 선천성 - 선천매독 - 거대세포포함병 - 풍진 - 코케인 증후군 | - 유전적 증후군 - 다운 증후군 - 파타우 증후군 - 에드워드 증후군 - 감염 - 낭미충증 - 나병 - 회선사상충증 - 톡소포자충증 - 수두 - 다른 눈병의 2차적 질병 - 미숙아 망막 병증 - 무홍채증 - 포도막염 - 망막 박리 - 망막색소변성증 |

## 예방
위험인자로 중파장 자외선에의 노출과 흡연 등을 들 수 있으나, 시기능에 큰 영향을 줄 개연성은 낮다. 백내장을 예방하는 어떠한 방법도 과학적으로 입증된 바 없지만, 자외선을 차단하는 선글라스의 착용이 백내장의 진행을 늦출 수도 있다. 비타민 A, C, E 와 같은 항산화물질의 규칙적인 섭취가 백내장의 위험을 막아준다고 여겨져 왔으나, 임상 시험에서는 그렇지 않은 것으로 밝혀졌다. 증거가 엇갈리지만 루테인과 제아잔틴이 백내장에 대한 잠재적인 예방 효과가 있다는 약간의 긍정적인 결과가 있다. 스타틴의 사용은 수정체핵경화의 위험을 낮추는 것과 어느 정도의 관계가 있다.

## 치료

### 수술

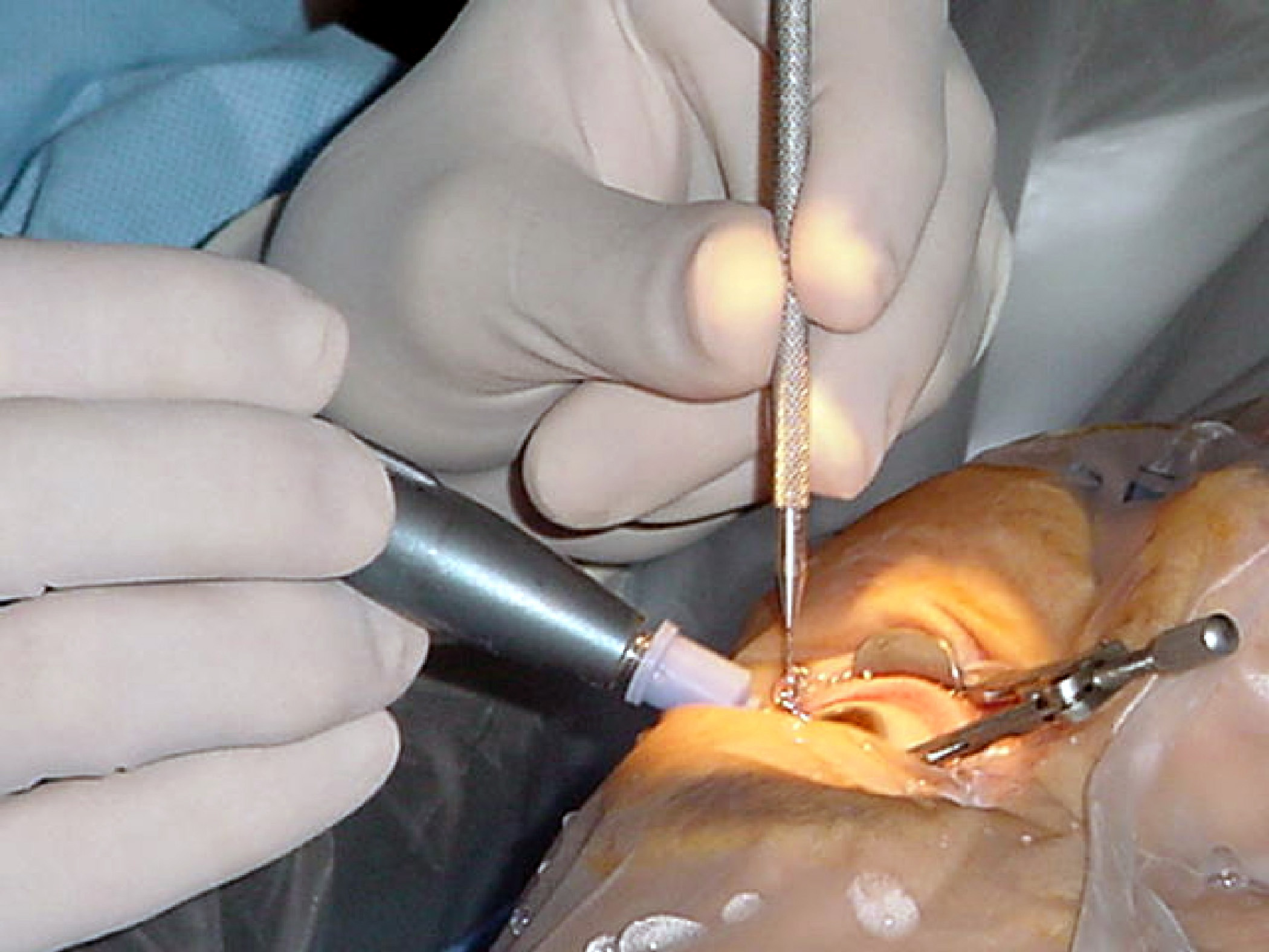
미해군 의료 센터의 수술현미경에 수정체유화 탐색자(오른손)와 초퍼(왼손)를 사용하여 시행 중인 백내장 수술

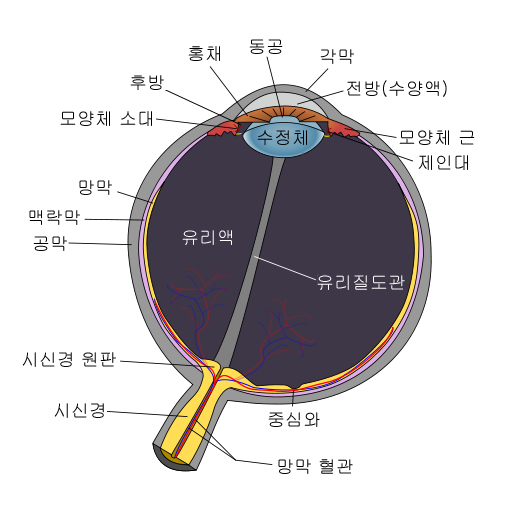
이 문서의 이해를 돕기 위한 사람의 눈 구조

백내장의 제거는 어느 단계에서도 실시될 수 있다. 수술은 보통 외래환자에, 국소마취제를 사용하여 시행된다. 10명 중 9명 정도의 환자가 수술 후 20/40 또는 그보다 더 좋은 교정시력을 얻을 수 있다.
최근의 여러 평가에서는 시력이 좋지 않아 심각한 기능적 장애가 될 경우에만 수술이 기대에 부응할 수 있음이 밝혀졌다. 또한, 시력검사만 단독으로 하는 것보다는 VF-14 등의 시기능 추정이 더욱 현실적인 추정을 할 수 있음이 밝혀졌다. 일부 선진국에서는 백내장 수술을 남용하는 경향이 있어서 실망스러운 결과를 얻을 수 있음이 언급되었다.
수정체유화법이 백내장 수술로 가장 널리 쓰인다. 이 시술에서는 백내장 수정체를 유화(乳化)하기 위해 초음파 에너지를 사용한다. 수정체유화법은 일반적으로 다음과 같은 여섯 단계로 구성된다.
- 마취 - 눈 주위에 서브테논을 주입하거나 점안액을 떨어뜨려 눈이 무감각해진다.
- 각막이완절개 - 투명한 각막의 두 곳을 절제하여 눈으로 기구를 삽입할 수 있게 한다.
- 수정체낭절개 - 바늘이나 작은 겸자로 수정체가 자리잡도록 피막 안에 둥근 구멍을 만든다.
- 수정체유화 - 소형 탐침으로 수정체를 부수고 초음파 에너지로 유화시켜 액상으로 만든다. 유화된 액체는 빨아들인다.
- 세척과 흡인 -  백내장의 부드러운 외부 층인 피질이 흡인된다. 제거된 액체는 식염수로 대체하여 전안방의 구조가 붕괴되는 것을 막는다.
- 수정체 삽입 - 수정체가 있었던 수정체주머니에 플라스틱의 접을 수 있는 수정체가 삽입된다. 의사에 따라서는 감염의 위험을 막기 위해 항생제를 또한 주입하기도 한다. 최종 단계로 각막의 상처에 식염수를 주입하여 부위가 부풀어 절개 부위를 덮게 한다.

낭외적출술(ECCE, Extracapsular cataract extraction)은 수정체를 손으로 제거하지만 대부분의 막낭은 온전하게 그대로 둔다. 수정체는 10~12mm의 절개된 사이로 짜내는데, 절개는 수술을 마칠 때 봉합하여 닫는다. 낭외적출술은 수정체유화법만큼 자주 실시되지는 않으나, 백내장이 매우 단단하거나 유화에 문제가 있는 경우의 대처에 유용하게 사용할 수 있다.
MSICS(Manual small incision cataract surgery, 수동 소절개 백내장 수술)은 ECCE로부터 발전되었다. MSICS에서는 수정체를 공막내에 감겨진 자동밀봉식 공막 터널을 통해 제거하는데, 이는 이상적으로는 물이 새지 않으며 봉합이 불필요하다. 절개 부위는 작다고는 하지만 수정체유화법에서와 비교하면 현저히 크다. 이 수술은 수정체유화법 시행이 여전히 어려운 개발도상국에서 점차 인기를 얻고 있다.
백내장내적출술(ICCE, Intracapsular cataract extraction)은 드물게 시행된다. 이는 유리체막에 압력을 가하는 상태에서 수정체와 이를 둘러싸는 막낭을 큰 절개를 통해 함께 제거하는 수술로, 합병증의 비율이 높다.

## 예후

### 술후처치
수술 후 회복 기간은 통상적으로 짧다. 환자는 보통 수술 당일은 통원하지만, 한 달 정도는 조심해서 움직이고 무리하거나 무거운 것을 들지 말 것을 권고받는다. 눈에는 수술 당일 대부분 안대를 하고, 수술 후 수일간은 밤에 눈가리개를 할 것을 종종 추천한다.
모든 유형의 백내장 수술에서 수정체가 제거되고 안내렌즈로 알려져 있는 인공수정체로 대체되며, 이 수정체는 눈 안에 영구히 머무른다. 안내렌즈는 통상 초점이 하나로, 원시나 근시로 교정된다. 여러 초점이 있는 렌즈가 가깝고 먼 시야를 동시에 향상시키기 위해 삽입될 수 있으나, 이러한 렌즈들에서는 시력에 만족하지 못할 가능성이 증가할 수 있다.

### 합병증

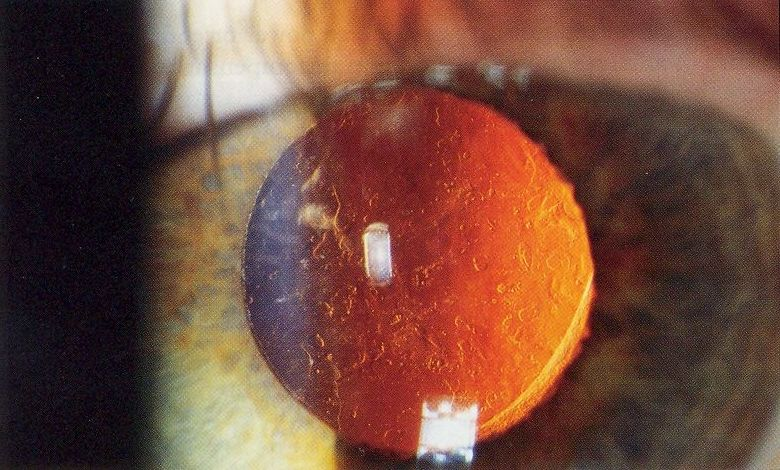
인공수정체 삽입 수개월 후 역반사조명에 보이는 후낭혼탁의 틈새등 사진

백내장 수술의 심각한 합병증으로 망막박리와 안구내염이 있다. 두 경우 모두에서 환자는 시력이 갑자기 나빠지는 것을 인식하게 된다. 안구내염에서 환자는 아픔을 호소한다. 망막박리는 흔히 한쪽 시야에 결함이 있는데, 시야가 흐릿하거나 불꽃이 보이거나 점들이 떠다니게 된다.
망막 박리는 5.5년 이내에 0.4% 정도에 발생하는 것으로 추정되었는데 이는 자연적인 발생 정도의 2.3배에 해당되며, 과거의 연구에서도 대체로 높은 위험도가 보고되었다. 발생 정도는 시간에 따라 어느 정도의 선형적인 증가세를 보이며, 수술 후 최소한 20년까지 그러한 추세가 유지된다. 특별한 위험 요소로는 어린 나이, 남성, 긴 안구 길이, 수술중의 문제 등이 있다. 고위험군의 환자들에서 인공수정체 망막 박리는 20%에 이를 수 있다.
수술 후 안구내염의 위험도는 1000명에 1명보다 작다.
망막 부종과 낭포 황반 부종은 덜 심각하지만 더 흔하며, 망막 부종은 눈 앞쪽이, 낭포 황반 부종은 눈 뒤쪽이 지속적으로 부풀어 발생한다. 이들은 보통 수술에 따른 과도한 염증의 결과인데, 양쪽 모두에서 환자는 흐릿하고 안개가 낀 듯한 시각을 인식한다. 이들은 대체로 시간에 따라, 소염제 안약으로 나아진다. 둘 중 하나가 발생할 위험은 100명에 1명 정도이다.
후발백내장으로도 알려져 있는 'PCO'(Posterior capsular opacification, 후낭혼탁)은 성공적인 백내장 수술 수개월 또는 수년 후 시력이 나빠지고 눈부심과 빛 산란이 재발하는 것으로, 보통은 삽입된 수정체를 둘러싸는 후낭이 두꺼워지는 데에 기인한다. 원래의 수정체 중 제거되지 않고 남은 세포들이 자라는 것이 원인일 수도 있는데, 연령이 낮을수록 발생할 가능성이 커진다. 후발백내장은 후낭의 작고 둥근 영역을 조준한 레이저 광선의 에너지를 이용하여 잘라내는데, 사용된 레이저 종류의 명칭을 따라 'Nd:YAG 레이저 수정체낭절개술'이라 한다. 레이저는 매우 정확히 조준될 수 있으며, 떨어져 나온 낭의 작은 일부는 무해하게 눈 안쪽의 바닥에 가라앉는다. 이 수술은 렌즈를 제자리에 고정할 충분한 낭을 남겨 놓으면서도 충분한 빛이 직접 망막에 닿을 수 있을 만큼 제거한다. 심각한 부작용은 드물다. 후발백내장은 흔하고 수술한 4명 중 1명 정도로 발생하지만, 최신의 인공 수정체의 도

## 역학
| 자료 없음 <90 90–180 180–270 270–360 360–450 450–540 | 540–630 630–720 720–810 810–900 900–990 >990 |

2004년의 10만 명에 대한 백내장의 장애보정 생존년수:
자료 없음
<90
90–180
180–270
270–360
360–450
450–540
540–630
630–720
720–810
810–900
900–990
>990

나이와 관련된 백내장은 약 2천만 명으로, 전세계 실명의 51%의 원인이 된다. 2004년, 전세계적으로 5,380만 명이 백내장으로 중간에서 심각한 장애를 겪고 있으며, 그중 5,220만 명은 중저소득 국가에 거주하는 것으로 조사되었다.
많은 나라에서 외과 수술의 환경이 충분하지 않으며, 백내장은 실명의 주요 원인으로 남아 있다. 수술할 수 있는 환경이 주어져 있다고 하더라도 백내장과 관련된 시각 장애는 여전히 일반적인데 이는 기다리는 시간이 길고, 비용, 정보 부족, 교통 문제 등이 수술을 가로막기 때문이다.
미국에서 나이와 관련하여 수정체를 교환하는 비율은 52세에서 64세 사이가 42%, 65세에서 74세 사이는 60%, 75세에서 85세는 91%로 조사되었다.

## 연구
N-아세틸카르노신 점적약제가 백내장의 의학적 치료로 연구되어 왔다. 이 안약은 수정체의 산화작용과 무효소당화를 줄이는, 특히 결정의 교차 결합을 줄이는 효과가 있다고 여겨진다.

## 같이 보기
- 녹내장